# Vállus, Zala
Vállus  este un sat în districtul Keszthely, județul Zala, Ungaria, având o populație de 134 de locuitori (2011). 

## Demografie
Componența etnică a satului Vállus
     Maghiari (100%)
Componența confesională a satului Vállus
     Romano-catolici (71,64%)
     Necunoscută (28,36%)
     Alte religii (2,99%)
Conform recensământului din 2011, satul Vállus avea 134 de locuitori. Din punct de vedere etnic, majoritatea locuitorilor (100,0%) erau maghiari.  Din punct de vedere confesional, majoritatea locuitorilor (71,64%) erau romano-catolici. Pentru 28,36% din locuitori nu este cunoscută apartenența confesională.